# Barakamon
Barakamon (ばらかもん)  é uma série de mangá japonesa escrita e ilustrada por Satsuki Yoshino. Iniciou a serialização na edição de fevereiro de 2009 do Gangan Online da Square Enix. A história segue Seishu Handa, um calígrafo que se muda para as remotas Ilhas Goto, na costa oeste de Kyushu, e suas várias interações com as pessoas da ilha. Uma adaptação de anime de Kinema Citrus foi ao ar no Japão entre julho e setembro de 2014. A Funimation licenciou a série para streaming e lançamento de vídeo doméstico. Em fevereiro de 2014, a Yen Press anunciou que licenciou Barakamon para lançamento em inglês na América do Norte.
Uma série de mangá spin-off Handa-kun (はんだくん)  iniciou a serialização na edição de novembro de 2013 da revista Monthly Shonen Gangan da Square Enix. Uma adaptação para anime da televisão de Diomedéa foi ao ar no Japão entre julho e setembro de 2016.

## Enredo
Seishu Handa é um calígrafo profissional, apesar de jovem. Quando o curador idoso de uma exposição critica sua caligrafia por ser pouco original ("como um livro"), Seishu fica com raiva e o soca. Por causa disso, seu pai o manda para um retiro na Ilha Goto, perto de Kyushu. Lá, ele conhece os aldeões coloridos, interage com eles e começa a encontrar seu próprio estilo.
O título da série significa "energético/alegre" no dialeto da província local de Ilhas Gotō. O primeiro episódio também é chamado de "Barakakodon/ばらかこどん", que significa "garoto enérgico/alegre", que se refere a Naru Kotoishi, uma garota muito hiperativa que entra na vida de Handa.
A história do spin-off de Handa-kun é sobre os hilariantes dias do ensino médio do gênio da caligrafia, Seishu Handa, que também foi protagonista de Barakamon.

## Personagens

### Personagens principais
Seishu Handa (半田 清舟, Handa Seishu)
Voz de: Daisuke Ono (Japonês, adulto); Nobunaga Shimazaki (Japonês, jovem); Robert McCollum (Inglês)
Handa é um mestre de caligrafia de 23 anos que dedica sua vida à arte. O nome verdadeiro dele é Sei (清)  Depois de dar um soco em um curador da galeria por chamar sua caligrafia de "chata", "rígida", "acadêmica" e "branda"., ele é enviado por seu pai para uma pequena cidade nas Ilhas Goto para se concentrar em sua caligrafia enquanto aguarda seu "banimento". Ele é tipicamente infantil e adulto de temperamento curto. Ele também é fácil de assustar. Ele é carinhosamente chamado de "Sensei" (先生)  pessoas da área de vila da cidade. Quando adolescente, ele era igualmente popular entre os meninos e meninas de sua escola, mas tinha a impressão de que a maior parte da escola o odiava quando, na verdade, ele era adorado por outros que não entendiam seus métodos de interações com ele. Ele finalmente descobre a verdade de sua reputação e ficou consternado ao ouvir que seu melhor amigo o estava provocando o tempo todo. Enquanto Handa chegou a entender isso, ele ficou impressionado com a popularidade.
Naru Kotoishi (琴石 なる, Kotoishi Naru)
Voz de: Suzuko Hara (Japonês), Alison Viktorin (Português)
Naru é uma menina de 7 anos (6 anos no início) em seu primeiro ano em uma escola local; ela mora nas ilhas Goto sozinha com seu avô. Sua personalidade é muito enérgica, curiosa e infantil. Ela visita a casa de Handa todos os dias para brincar. Ela é tipicamente imprudente, pensando depois; isso é demonstrado o tempo todo em que ela desobedece a Handa.

### Personagens de apoio
Miwa Yamamura (山村 美和, Yamamura Miwa)
Voz de: Nozomi Furuki (Japonês), Lynsey Hale (Português)
Um estudante de 14 anos do ensino médio com um pouco de personalidade juvenil que é amigo de Tamako e Naru. Naru aprendeu muitas coisas estranhas imitando-a (principalmente coisas que ela não deveria saber), pelas quais Seishu a repreendeu. Ela criou cinco cópias da chave da casa de Seishu quando era a base das crianças, uma das quais ela perdeu nas colinas atrás da casa dele.
Tamako Arai (新井 珠子, Arai Tamako)
Voz de: Rumi Okubo (Japonês), Apphia Yu (Português)
Um estudante de 14 anos do ensino médio. Ela é amante do mangá desde a infância e recentemente começou a ser uma artista de mangá. Ela tem lutado com seus interesses yaoi reprimidos desde que Handa se mudou. Ela também possui uma das chaves da casa de Seishu.
Hiroshi Kido (木戸 浩志, Kido Hiroshi)
Voz de: Kōki Uchiyama (Japonês), Clifford Chapin (Português)
Filho do chefe da vila. Ele é um estudante do ensino médio que odeia como é mediano em tudo, como aparência, notas, esportes e atividades. Ele entrega as refeições na casa de Handa e às vezes cozinha para ele. Ele gosta de pescar e tem como objetivo o hisanio, ou o peixe listrado, ao pescar com outras pessoas. Ele também possui uma das chaves da casa de Seishu.
Hina Kubota (久保田 陽菜, Kubota Hina)
Voz de: Rina Endō (Japonês), Lara Woodhull (Português)
Ela é uma criança da ilha e a melhor amiga de Naru. Ela é muito tímida e rápida em chorar, principalmente quando lida com estranhos ou sempre que está realmente feliz. Quando conheceu Handa, ela rapidamente começou a chorar.
Kentaro Ohama (大浜 謙太郎, Ōhama Kentarō)
Voz de: Seiya Kimura (Japonês), Leah Clark (Português)
Um garoto com um corte de cabelo e amigo de Naru. Ele é como Naru: um garoto realmente enérgico. Ele adora caçar besouros e outros insetos. A primeira vez que ele conhece Seishu, ele lhe dá um soco na bunda.
Akihiko Arai (新井 明彦, Arai Akihiko)
Voz de: Megumi Han (Japonês), Morgan Berry (Português)
O irmão mais novo responsável de Tamako. Ele gosta de jogar e assiste com frequência a loja de sua avó.
Yūjirō Kido (木戸 裕次郎 (郷長), Kido Yūjirō (Gōchō))
Voz de: Tanuki Sugino (Japonês), R. Bruce Elliott (Português)
O chefe da vila e o pai de Hiroshi. Ele é descontraído e traz remédios e comida para Seishu.
Kazuyuki Sakamoto (坂本 一行, Sakamoto Kazuyuki)
Voz de: Fumihiko Tachiki (Japonês), Christopher R. Sabat (Português)
O vice-diretor da escola de Naru, que Seishu diz que não se parece com um professor. Ele tem o hábito de fumar e gosta de pescar no lago da vila.
Takao Kawafuji (川藤 鷹生, Kawafuji Takao)
Voz de: Junichi Suwabe (Japonês, adulto); Kazuyuki Okitsu (Japonês, jovem); Duncan Brannan (Inglês)
O negociante de arte de Seishu e amigo desde o ensino médio. Ele organiza o trabalho de caligrafia de Handa e outras necessidades. Ele diz que prioriza Handa por suas habilidades como fazedor de dinheiro, mas na verdade se importa profundamente com ele.
Kosuke Kanzaki (神崎 康介, Kanzaki Kōsuke)
Voz de: Yuki Kaji (Japonês), Austin Tindle (Português)
Um calígrafo do ensino médio. Ele idolatra Seishu e começou a caligrafia profissionalmente depois de ver uma exposição dele. Ele ganhou o primeiro prêmio em uma competição de caligrafia em que Handa entrou. Ele é geralmente educado, se um pouco eficiente, e odeia bugs.
Kosaku Kotoishi (琴石 耕作, Kotoishi Kōsaku)
Voz de: Hiroshi Ito (Japonês), Bill Flynn (Português)
Avô de Naru. Ele dá uma carona a Seishu em seu trator nas duas vezes em que Seishu chegou à ilha. Ele é gentil com Seishu, mas freqüentemente pede favores a ele.
Iwao Yamamura (山村 巌, Yamamura Iwao)
Voz de: Atsushi Ono (Japonês), Greg Dulcie (Português)
O pai de Miwa. Ele é um homem excêntrico e intimidador, que Seishu acha que se assemelha a uma Yakuza.
Seimei Handa (半田 清明, Handa Seimei)
Voz de: Kosuke Meguro (Japonês), Mark Stoddard (Português)
Pai de Seishu. Ele é um homem de poucas palavras e um pouco estranho. Foi ele quem mandou Seishu para a ilha e também morou lá quando tinha a idade de seu filho.
Emi Handa (半田 えみ, Handa Emi)
Voz de: Yoshino Takamori; Natsuko Kuwatani (Handa-kun) (Japonês), Cynthia Cranz (Português)
Mãe de Seishu. Ela era contra ele ir para a ilha e tenta convencê-lo a não voltar, acreditando que seu tempo na ilha o transformou em uma pessoa estranha. Apesar de suas aparências, ela é realmente bastante franca e de temperamento curto.

### Handa-kun
- Junichi Aizawa (相沢 順一, Aizawa Jun'ichi)

Voz de: Yuya Hirose (Japonês), Micah Solusod (Português)
- Reo Nikaido (二階堂 レオ, Nikaidō Reo)

Voz de: Tetsuya Kakihara (Japonês), Chris Burnett (Português)
- Akane Tsutsui (筒井 あかね, Tsutsui Akane)

Voz de: Yoshimasa Hosoya (Japonês), Alejandro Saab (Português)  Um grande e brutal brutamontes, que antigamente era um garoto andrógino, que costumava ser criticado antes de se tornar um ladrão, para ficar mais forte e ter sucesso. Ele ficou em casa até ser visitado por Handa e este, sem querer, o salvou de um grupo de bandidos. Agradecido, Tsutsui decidiu voltar para a escola e se dedicar a ser o guarda-costas de Handa e fazê-lo notar. Ele se torna membro do Handa Club e dos quatro membros, é ele quem acredita que Handa é um cara forte.
- Yukio Kondo (近藤 幸男, Kondō Yukio)

Voz de: Daiki Yamashita (Japonês), Dallas Reid (Português)  Um estudante do segundo ano, ele é um jovem médio. Ele é um membro do Handa Club e dos quatro membros, ele é o único membro normal, pois tem uma mente mais racional do que os outros. Por isso, Kondo é o único que consegue entender adequadamente os pensamentos de Handa, enquanto os outros costumam pegá-lo. Devido à sua personalidade, ele é o único com quem Handa se sente confortável, apesar de acreditar que ele o está assediando.
- Miyoko Kinjo (金城 美代子, Kinjō Miyoko)

Voz de: Kaede Hondo (Japonês), Jad Saxton (Português)
- Maiko Mori (森 麻衣子, Mori Maiko)

Voz de: Miku Itō (Japonês), Sarah Wiedenheft (Português)
- Kei Hanada (花田 慶, Hanada Kei)

Voz de: Yusuke Shirai (Japonês), Anthony Bowling (Português)
- Sawako Tennoji (天王寺 佐和子, Tennōji Sawako)

Voz de: Yu Kobayashi (Japonês), Trina Nishimura (Português)
- Kotaro Higashino (東野 光太郎, Higashino Kōtarō)

Voz de: Makoto Furukawa (Japonês), Ricco Fajardo (Português)
- Juri (ジュリ, Juri)

Voz de: Kimiko Saito (Japonês), Terri Doty (Português)
- Kasumi Hiroyama (比良霞, Hiroyama Kasumi)

Voz de: Rie Kugimiya (Japonês), Tia Ballard (Português)
- Asahi Ichimiya (一宮 旭, Ichinomiya Asahi)

Voz de: Kenichi Suzumura (Japonês), Chris Patton (Português)
- Soichi Nagamasa (長政 壮一, Nagamasa Sōichi)

Voz de: Daisuke Hirakawa (Japonês), David Trosko (Português)
- Sosuke Kojika (小鹿 宗介, Kojika Sōsuke)

Voz de: Shōta Aoi (Japonês), Josh Grelle (Português)
- Tsukasa Komichi (小路 司, Shouji Tsukasa)

Voz de: Toshiki Masuda (Japonês), Todd Haberkorn (Português)
- Tomohiro Shiromoto (条本 友弘, Shiromoto Tomohiro)

Voz de: Wataru Hatano

## Mídia

### Mangá
Barakamon começou a ser serializado na edição de fevereiro de 2009 do Gangan Online da Square Enix. O primeiro volume tankōbon foi lançado em 22 de julho de 2009; doze volumes foram lançados em 22 de setembro de 2014. Foi anunciado no décimo sétimo volume que o mangá terminaria com o lançamento do décimo oitavo volume em dezembro de 2018. A série foi licenciada pela Yen Press em fevereiro de 2014, que lançou o primeiro volume em 28 de outubro de 2014.
Um mangá spin-off/anterior, intitulado Handa-Kun, escrito e ilustrado também por Satsuki Yoshino, iniciou a serialização no Monthly Shonen Gangan da Square Enix na edição de novembro de 2013. Ele se concentra na vida de Seishu como estudante do ensino médio, seis anos antes de Barakamon. O primeiro volume tankōbon foi lançado em 21 de junho de 2014; quatro volumes foram lançados em 12 de agosto de 2015. O spin-off terminou na edição de julho de 2016 da revista Monthly Shōnen Gangan, que estava programada para ser lançada em 11 de junho de 2016.

### Anime
Uma adaptação de anime do estúdio Kinema Citrus começou a ser exibida em 5 de julho de 2014. A Funimation licenciou a série para streaming e lançamento de vídeo doméstico. A música tema de abertura é "Rashisa" (らしさ) cantada por Super Beaver, e o tema final é "Innocence", de NoisyCell.

Uma adaptação para anime do mangá spin-off de Handa-kun foi anunciada no site Gangan Online da Square Enix em 1º de fevereiro de 2016. Começou a ser exibido em 7 de julho de 2016 no TBS e CBC e, mais tarde, no canal 1 do MBS, BS-TBS e TBS. A série de 12 episódios foi dirigida por Yoshitaka Koyama e produzida por Diomedéa. Michiko Yokote, Mariko Kunisawa e Miharu Hirami escreveram os roteiros da série, enquanto Mayuko Matsumoto desenhou os personagens e Kenji Kawai compôs a música. A música tema de abertura, intitulada "The LiBERTY", foi cantada pelo Fo'xTails, e a música tema final, intitulada "HIDE-AND-SEEK", foi cantada por Kenichi Suzumura. A Funimation também licenciou a série para streaming e lançamento de vídeo doméstico e planeja um dub de transmissão para a série.